# Körökre osztott stratégiai játék
A körökre osztott stratégiai játék (angolul: Turn-based strategy game, röviden általában csak: TBS) olyan stratégiai játék (többnyire valamiféle háborús játék, vagy háborús stratégiai játék), ahol a játékosok egymás után kerülnek sorra a játék során. Megkülönböztetendő a valós idejű stratégiai játéktól (RTS) ahol az összes játékos egyidejűleg van játékban.

## Társasjátékok
A legtöbb társasjáték körökre osztott, így - mások mellett - például a sakk, a fonákolós (reversi), a dámajáték, a go, vagy a malom.

## Körökre osztott taktikai játékok

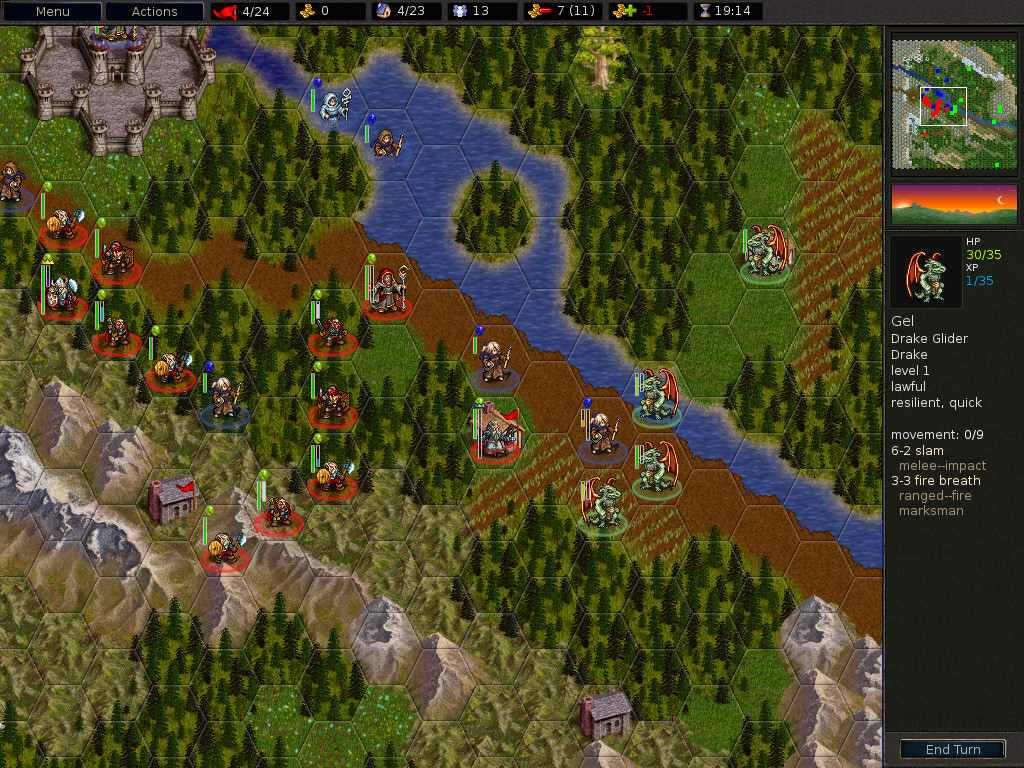
Harc Wesnothért képernyőkép

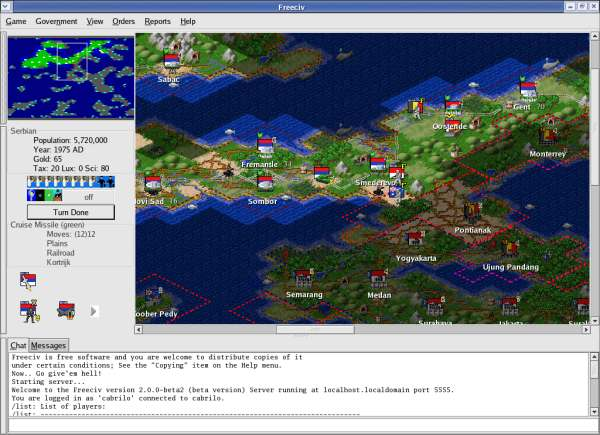
Freeciv képernyőkép

Ezeket a játékokat az jellemzi, hogy a játékosoknak adott haderővel kell feladatokat teljesíteniük realisztikus, vagy ahhoz közelítő katonai taktika alkalmazásával, illetve hadműveletek végrehajtásával. A taktikai szerepjátékok is ehhez a típushoz sorolhatók. Példaként megemlíthetők a következő játékok:
- King's Bounty,
- Battle Isle, majd a motorjával készült Historyline,
- UFO, majd X-COM sorozat,
- Fire Emblem,
- Harc Wesnothért,
- BattleTech stb.
- Mario + Rabbids Kingdom Battle
- Mario + Rabbids Sparks of Hope

## Körökre osztott stratégiai játékok
A társas-, illetve a hagyományos táblás játékok számítógépes adaptációi után megkezdődött a teljesen eredeti történeten alapuló stratégiai játékok készítése. A számítógép jelenléte, mint döntőbíró és mint számítási kapacitás, lehetővé tette olyan bonyolultságú játékok megalkotását, melyek már nem voltak kivitelezhetők hagyományos társasjátékokként. Néhány ismertebb körökre osztott stratégiai játék:
- Final Fantasy sorozat,
- Sid Meier-féle Civilization, illetve a Colonization sorozat,
- Heroes of Might and Magic sorozat,
- Panzer General sorozat,
- Warlords sorozat.

Létezik néhány szabad szoftver alapú játék is ebben a körben, melyet lelkes kis csoportok készítenek a nagy gyártóktól függetlenül, ugyanakkor sok esetben tőlük inspirált alapötletek alapján. Gyakran már meglévő stratégiai játékokat fejlesztenek tovább, finomhangolnak. Ennek legismertebb példája a Freeciv.

## Fordítás
- Ez a szócikk részben vagy egészben  a   Turn-based strategy című angol Wikipédia-szócikk fordításán alapul.  Az eredeti cikk szerkesztőit annak laptörténete sorolja fel. Ez a jelzés csupán a megfogalmazás eredetét és a szerzői jogokat jelzi, nem szolgál a cikkben szereplő információk forrásmegjelöléseként.